# 모아라이프플러스
모아라이프플러스는 1999년 12월 30일 설립된 대한민국의 의약품 제조업체이다. 주요사업은 바이오 신약/소재 개발, 경구 점막면역 백신, 면역치료제 개발이다. 현재 대표이사는 한상진이다.

## 연혁
- 2000.01 회사설립
- 2000.03 벤처기업 인증
- 2000.07 기업부설연구소 인정
- 2000.11 국무총리상 수상[제 2636호,국무총리 상장부]
- 2001.08 기술혁신형 중소기업 선정
- 2002.09 제 3회 대한민국 우수벤처발굴대회 벤처대상 수상
- 2003.12 2003년도 보건산업기술대전 경진대회 장려상 수상
- 2004.09 본사 및 공장 신축 이전
- 2004.12 2004년도 보건산업기술대전 우수 기술 경진대회 보건복지부 장관상 수상
- 2005.05 제 47차 IR52 25주 장영실상 수상
- 2006.05 3등급 연구시설 준공
- 2006.12 폴리감마글루탐산 식품첨가물 등재
- 2007.04 일본지사 설립
- 2007.12 대한민국 10대 신기술 선정 및 기술대상 수상
- 2008.03 건기식 제조업 허가
- 2009.04 제 19회 과학기술포장
- 2009.07 '칼슘-PGA' 건강기능식품 기능성원료 인정
- 2009.07 과학기술우수논문상 수상
- 2009.12 CP kelko사와 폴리감마글루탐산 공금계약 체결
- 2011.04 동물용 주사제 '피닉스' 출시
- 2011.11 항암면역치료제 임상1상 승인
- 2011.11 일본 Angels MG사와 HPV치료 백신기술이전 계약
- 2012.04 일본 Angels MG사와 고혈압치료용 경구 백신 공동연구개발 계약 체결
- 2012.06 한국미생물생명공학회 기술상 수상
- 2013.01 보건제품(GH) 품질인증
- 2013.01 (주)녹십자와 수족구병 백신 개발을 위한 공동연구 계약 체결
- 2013.02 자궁경부상피이형증 1기 치료제 임상 2b상 승인
- 2013.10 자궁경부전암 치료백신 임상 1/2a상 승인
- 2014.10 서울 지사 설립
- 2014.10 코넥스 상장
- 2016.07 코스닥 이전상장
- 2017.02 자궁경부전암 치료백싱 임상 2b상 승인

## 비전 및 목표
- 글로벌 바이오 신약 개발을 통한 질병치료에 기여 및 인류의 건강에 공헌
- "생명존중과 삶의 질 향상" 가치 실현을 위해 글로벌 바이오 의약 개발 전문 벤처기업으로 성장
- 글로벌 바이오 신약 개발에 대한 열정을 가진 바이오 리더들이 신념과 신뢰를 바탕으로 신약개발의 꿈을 실현하는 기업

## 제품

### cosmetic 상품
- DOCTORS PGA 닥터스 피지에이 데일리 케어 수딩 미스트
- DOCTORS PGA 닥터스 피지에이 멀티 펩타이드 브이세럼
- DOCTORS PGA 닥터스 피지에이 딥 케어 리바이빙 앰플
- DOCTORS PGA 닥터스 피지에이 데일리 케어 하이드레이팅 로션
- DOCTORS PGA 닥터스피지에이 모이스처라이징 마스크팩
- DOCTORS PGA 닥터스 피지에이 딥 케어 아이 리프팅 크림
- DOCTORS PGA 닥터스 피지에이 딥 케어 리페어링 스팟크림
- DOCTORS PGA 닥터스 피지에이 데일리 케어 하이드레이팅 폼클렌저
- DOCTORS PGA 닥터스 피지에이 스페셜 케어 유브이 프로텍팅 선블럭
- 닥터스 피지에이 딥 케어 모이스처라이징 크림 밀당크림
- DOCTORS PGA 닥터스 피지에이 데일리 케어 모이스처라이징 마스크팩
- 쉬즈레디 와이존 카밍팩
- 쉬즈레디 페미닌 폼워시
- 쉬즈레디 시크릿 큐어 미스트 360
- === health 상품 ===
- 나트비움 칼륨
- 위담 프로바이오틱스 알파
- 잔티젠 다이어트 드림앤슬림
- 폴리감마글루탐산칼륨
- 맥시뮨
- 파이터뮨
- 앤케이폴리-셀
- 피지에이 연질캡슐
- 폴리뮨
- 면역엔 피지에이케이

## 사업장 현황

### 본사(공장)
경기도 용인시 수지구 신수로 767 분당수지 U-TOWER A동 7층(전북특별자치도 익산시 왕국면 국가식품로 100 국가식품클러스터 지원센터)

### 연구소
경기도 용인시 수지구 신수로 767 분당수지 U-TOWER A동 7층

## 같이 보기
- 비엘팜텍